# Іст-Гановер Тауншип (округ Лебанон, Пенсільванія)
Іст-Гановер Тауншип (англ. East Hanover Township) — селище (англ. township) в США, в окрузі Лебанон штату Пенсільванія. Населення — 2658 осіб (2020).

## Демографія
Згідно з переписом 2010 року, у селищі мешкала 2801 особа в 1025 домогосподарствах у складі 743 родин. Було 1099 помешкань
Расовий склад населення:
| - 93,6 % — білих - 1,7 % — чорних або афроамериканців - 1,1 % — азіатів - 0,2 % — корінних американців - 2,4 % — осіб інших рас |

До двох чи більше рас належало 1,0 %. Частка іспаномовних становила 5,1 % від усіх жителів.
За віковим діапазоном населення розподілялося таким чином: 18,0 % — особи молодші 18 років, 67,6 % — особи у віці 18—64 років, 14,4 % — особи у віці 65 років та старші. Медіана віку мешканця становила 43,5 року. На 100 осіб жіночої статі у селищі припадало 103,4 чоловіків;  на 100 жінок у віці від 18 років та старших — 106,9 чоловіків також старших 18 років.
Середній дохід на одне домашнє господарство  становив 67 740 доларів США (медіана — 61 010), а середній дохід на одну сім'ю — 78 426 доларів (медіана — 73 224). Медіана доходів становила 50 256 доларів для чоловіків та 41 053 долари для жінок. За межею бідності перебувало 3,9 % осіб, у тому числі 1,8 % дітей у віці до 18 років та 6,8 % осіб у віці 65 років та старших.
Цивільне працевлаштоване населення становило 1569 осіб. Основні галузі зайнятості: освіта, охорона здоров'я та соціальна допомога — 19,4 %, виробництво — 14,0 %, науковці, спеціалісти, менеджери — 10,0 %, сільське господарство, лісництво, риболовля — 9,9 %.